# Toribio Revilla San Millán
Toribio Revilla San Millán (Cillamayor, 9 de abril de 1853 - Jerez de la Frontera, 17 de septiembre de 1917) fue político español que ejerció como abogado. Ostentó el cargo de alcalde de Jerez de la Frontera, puesto que ejerció entre 1894 y 1895.

## Biografía
Hijo de Juan Revilla García y de Marcelina San Millán Revilla. Nació en Cillamayor (Palencia) el 9 de abril de 1853. Residió en Jerez desde su infancia, en donde quedó al cuidado y tutela de su tío abuelo D. Andrés Revilla y Polanco (Teniente de Alcalde -1871- y alcalde accidental de esta ciudad -1873-, miembro de la directiva de la Sociedad Económica Jerezana -1869-)   
Fue Toribio el quinto de siete hermanos (dos varones y cinco mujeres).  
Realizó sus estudios de bachillerato en el Instituto público de Jerez. Cursó estudios de derecho en la Universidad de Sevilla, en la que se licenció en 1874. 
Tras una activa vida social y política, falleció a los 64 años, de un cáncer de laringe, en su domicilio de la calle Sagasta número 6 (anterior y actualmente calle Porvera) el 17 de septiembre de 1917.

### Trayectoria
Inició su actividad profesional en el despacho del prestigioso abogado y político Luque y Beas.
Militó en el partido liberal, siendo sus jefes políticos D. Juan Manuel Sánchez y Gutiérrez de Castro, Duque de Almodóvar del Río y D. José de Bertemati (Marquesado de Bertemati).

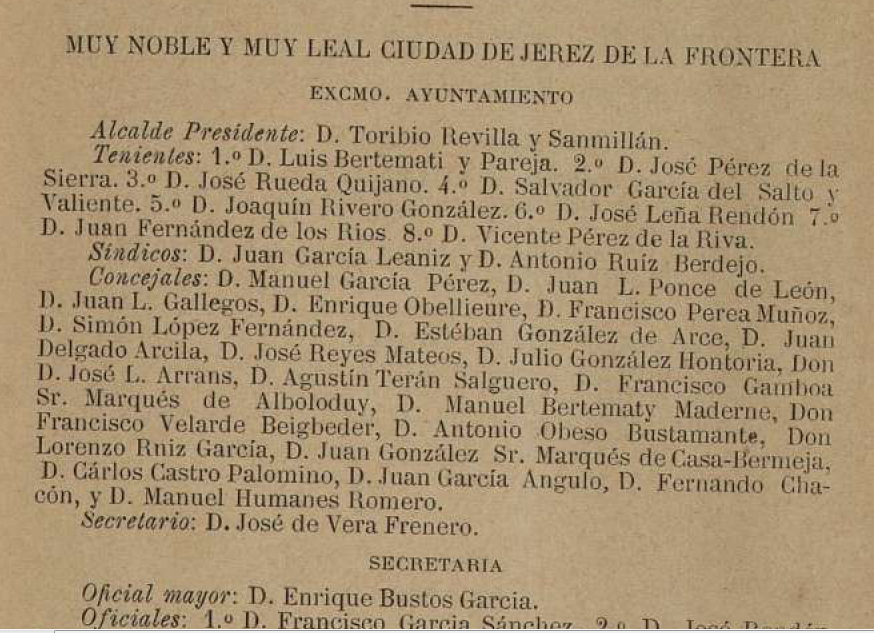
Equipo de Gobierno Municipal. Año 1985. Ayuntamiento de Jerez.

Fue nombrado alcalde de Jerez (65.000 habitantes en 1894) por R.O. 26/12/1893, cargo que ejerció desde el 1 de enero de 1894 hasta su cese el 17 de abril de 1895. 

Equipo de Gobierno:
Tenientes: 1.-D. Luis Bertemati y Pareja. 2.-D. José Pérez de la Sierra 3.- D. José Rueda Quijano 4.-D. Salvador García del Salto y Valiente 5.-D. Joaquín Rivero González 6.-D. José Leña Rendón 7.-D. Juan Fernández de los Ríos 8.-D.Vicente Pérez de la Riva.
Síndicos: D. Juan García Leaniz y D. Antonio Ruiz Berdejo.

Concejales: D. Manuel García Perez, D .Juan L. Ponce de León, D. Juan L. Gallegos, D. Enrique Obellieure, D. Francisco Perea Muñoz, D. Simón López Fernández, D. Esteban González de Arce, D. Juan Delgado Arcila, D. José Reyes Mateos, D. Julio González Hontoria, D. José L. Arrans, D. Agustín Terán Salguero, D. Francisco Gamboa Marqués de Alboloduy, D. Manuel Bertematy Maderne, D. Francisco Velarde Beigbeder, D. Antonio Obeso Bustamante, D. Lorenzo Ruiz García, D. Juan González Marqués de Casa-Bermeja, D. Carlos Castro Palomino, D. Juan García Angulo, D. Fernando Chacón y D. Manuel Humanes Romero. Secretario: D. José de Vera Frenero

Fue este un período de inestabilidad social y política, estando todavía muy recientes los sucesos trágicos de la revuelta campesina de 1892 (sucesos de Jerez), con desencuentros entre liberales de la provincia, así como fracturas y alianzas en el seno del partido.
También cabe reseñar el alto impacto económico y social que desde 1893 ocasionó en la viticultura jerezana, la extensión de la filoxera.
Durante su periodo de alcalde, se llevaron a cabo los trabajos de reconstrucción de la plaza de toros de Jerez de la Frontera,  así como la pavimentación de un importante número de vías de esta Ciudad. 

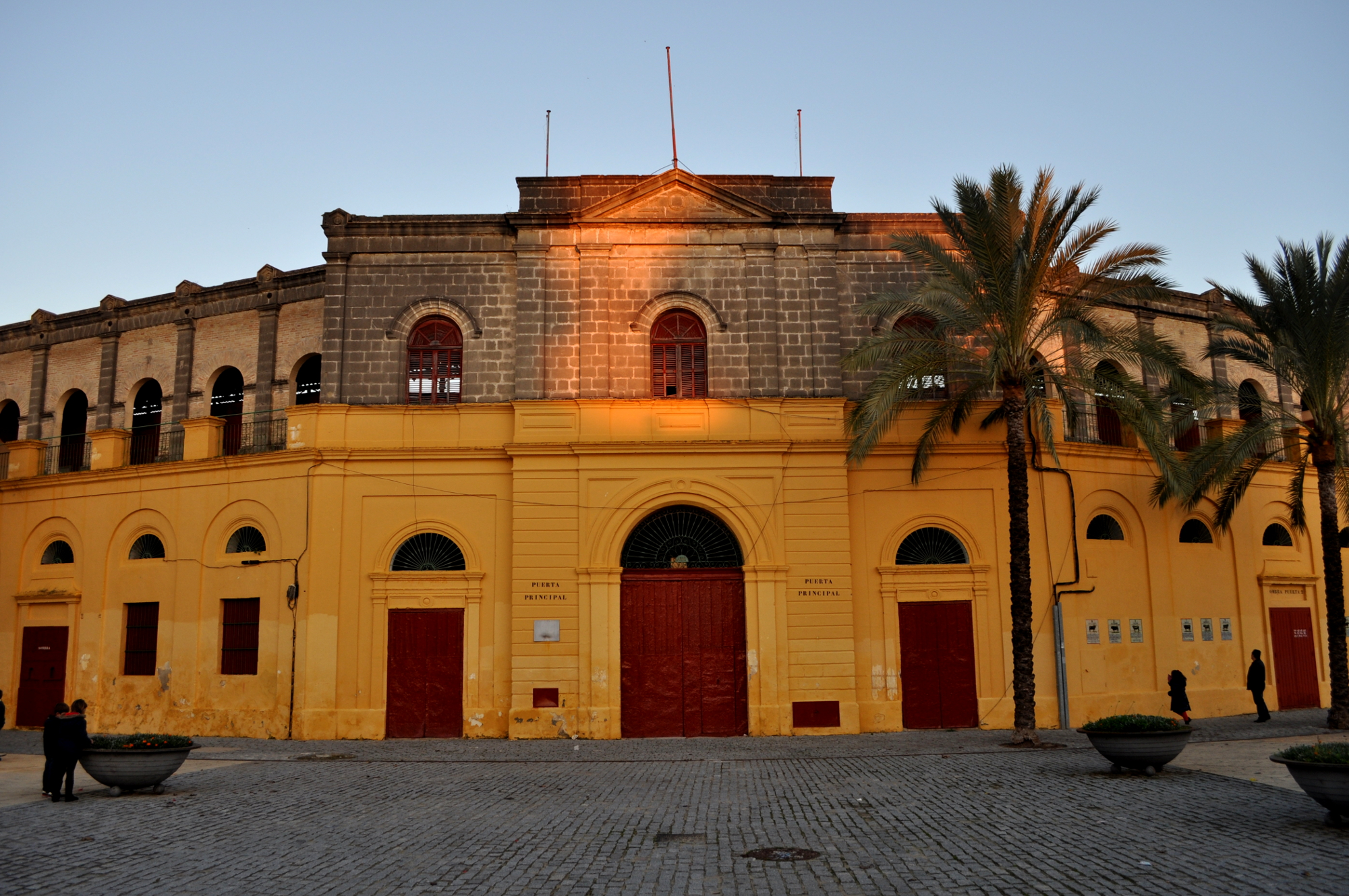
Plaza de toros.

Fue el señor Revilla San Millán miembro de la Junta de Accionistas para la construcción de la Plaza de Toros, así como miembro del Consejo de Administración de la sociedad creada a tal fin el 16 de febrero de 1894, de la que fue Presidente, cargo para el que fue reelegido el 23 de marzo de 1901.

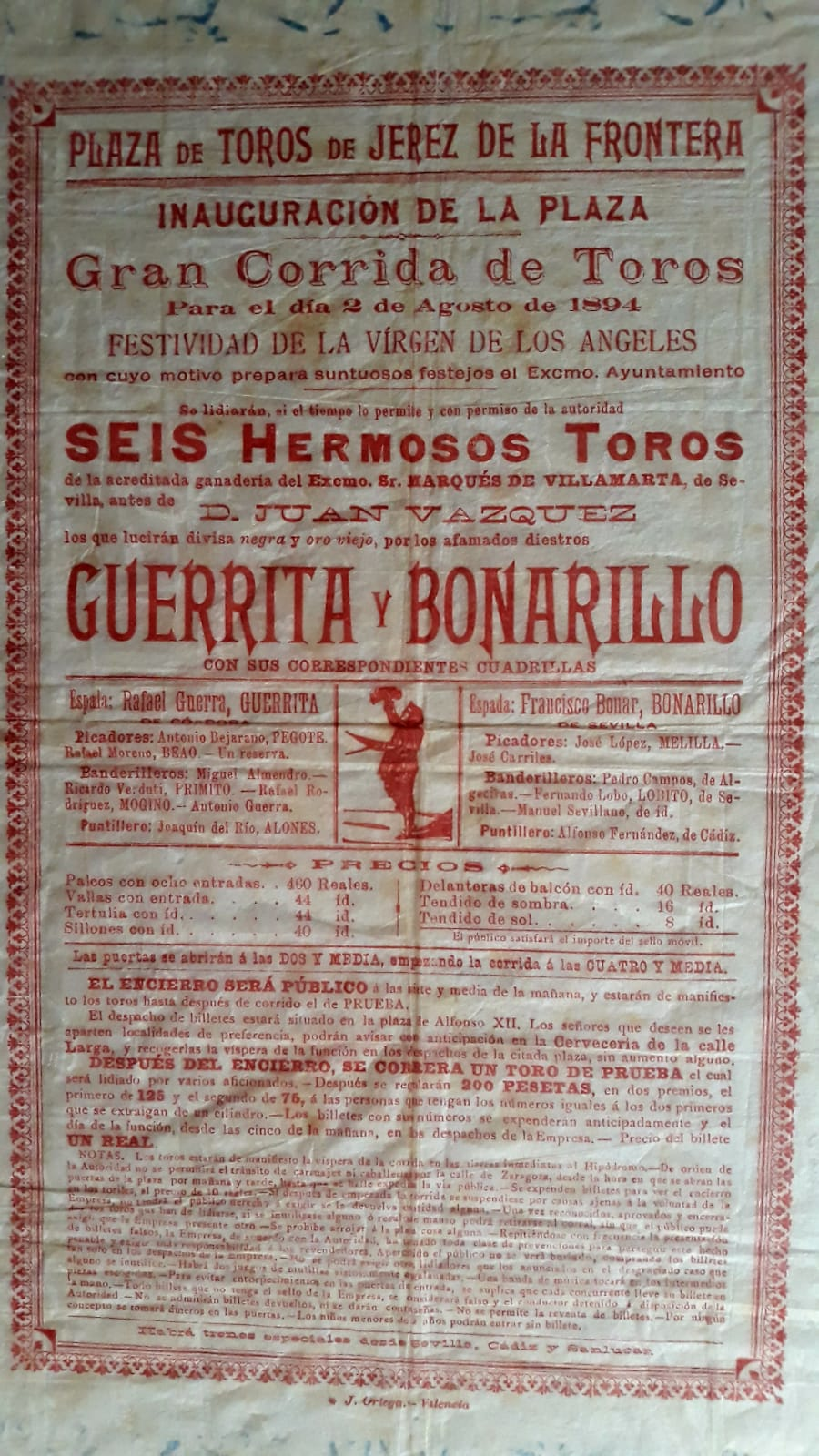
Cartel de la inauguración de la Plaza de Toros de Jerez el 2 de agosto de 1894 (formato en pañuelo de seda, obsequiado a las asistentes de mayor relevancia a dicha fiesta).

La Plaza de toros se levantó en el mismo emplazamiento que las dos precedentes, que desaparecieron en gran parte en sendos incendios, el último de ellos en 1891. Los trabajos se realizaron bajo la dirección del arquitecto Francisco Hernández Rubio.
El 2 de agosto de  1894, a las 4.30 de la tarde, se inaugura con una corrida en la que se lidian seis toros de la ganadería del marqués de Villamarta por los espadas Rafael Guerra “Guerrita” y Francisco Bonal “Bonarillo”, presidida por el duque de San Lorenzo, acompañado del alcalde Toribio Revilla San Millán, el marqués de Villamarta, Juan J. Velarde Beigbeder y Julio González Hontoria Se habilitaron trenes especiales desde Sevilla, Cádiz y Sanlúcar.
En otro orden de cosas, debido a la necesidad de luchar contra las nefastas consecuencia de la extensión de la plaga de la filoxera de la vid en España, cuyos efectos alcanzaron a Jerez a mediados de 1893, se crea el Sindicato de viticultores de Jerez, del que resulta nombrado Presidente Toribio Revilla el 29 de julio de 1894.

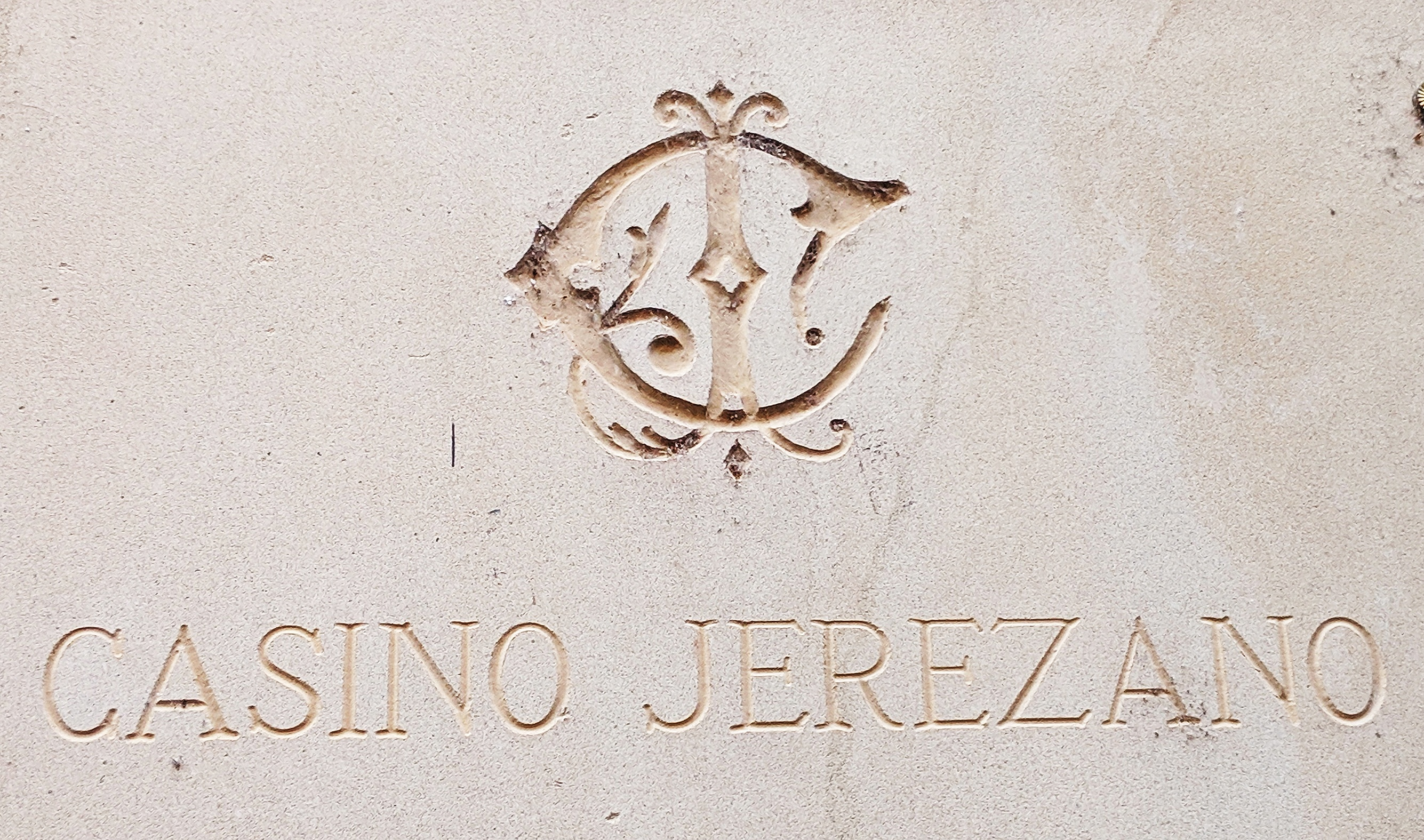
Casino Jerezano (Jerez de la Frontera)

Fue Presidente del Casino Jerezano durante el periodo junio 1890 – junio 1896 (6 años). El Casino Jerezano es parte importante de la sociedad jerezana desde que se fundara en 1850.
En Asamblea Provincial, el 23 de abril de 1901, fue elegido Diputado Provincial por la demarcación de Jerez, teniendo responsabilidad en el Área de Gobernación así como en la Comisión de Letrados.

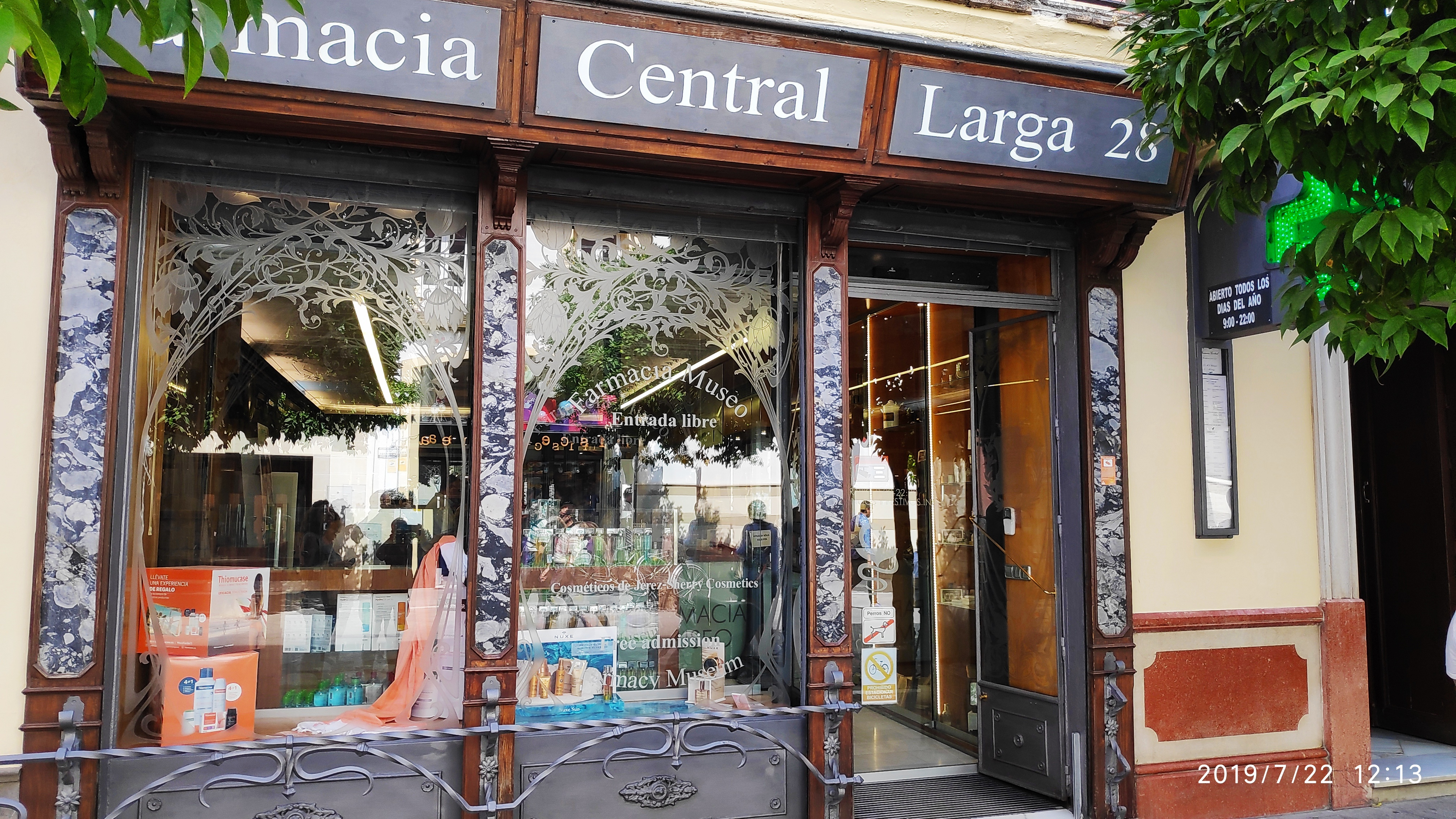
Farmacia Central. Calle Larga de Jerez de la Frontera.

Tertuliano habitual en la Farmacia Central, más conocida por los jerezanos de la época como la Rebotica del Doctor Cafranga. “Fue Tomas Cafranga un hombre ilustrado que empleaba la farmacia también, para organizar tertulias con personalidades locales, como el comerciante Rafael García del Salto, el letrado Juan J. Velarde Beigbeder y Toribio Revilla San Millán”.
Era miembro activo de la denominada Colonia Montañesa de Jerez. La práctica totalidad de su vida transcurrió en Jerez, sin embargo no cesó en realizar viajes a su tierra natal, de los que se hizo eco la prensa local en numerosas ocasiones.

## Reconocimiento
- Comendador de la Legion de Honor Francesa[14]